# Frontinella potosia
Frontinella potosia är en spindelart som beskrevs av Willis J. Gertsch och Davis 1946. Frontinella potosia ingår i släktet Frontinella och familjen täckvävarspindlar. Inga underarter finns listade i Catalogue of Life.